# Укрывистость
Укрывистость — способность пигмента или пигментированного лакокрасочного материала при равномерном нанесении перекрывать цвет поверхности, на которую он был нанесен, или в случае нанесения на черно-белую поверхность уменьшать контрастность между черными и белыми участками поверхности вплоть до полного исчезновения разницы по светлоте между ними.
Согласно российским стандартам укрывистость выражается в граммах пигментированного материала, необходимого для укрытия 1 м² поверхности. В Европе, как правило, укрывистость выражают в м²/л.
Укрывистость определяют как визуально, так и инструментальным методом — определяя коэффициент отражения, либо координату цвета Y с помощью прибора для измерения цвета (спектрофотометр). При визуальном определении укрывистости лакокрасочные материалы наносят равномерным слоем на тонкие прозрачные бесцветные стеклянные пластинки, накладываемые на непрозрачные подложки. Как правило подложка имеет вид шахматной доски. Нанесение материала осуществляют до исчезновения границ между черными и белыми участками подложки.
При инструментальных определениях применяют черную и белую подложки либо наносят материал на черно-белую бумагу с помощью аппликатора.
Поверхность считается укрытой, если коэффициент контрастности, то есть отношение коэффициента отражения покрытия над черной подложкой к коэффициенту отражения над белой подложкой, превышает 0,98.